# Artur Ziaja
Artur Ziaja (ur. 18 czerwca 1981 w Krynicy-Zdroju) – polski hokeista występujący na pozycji bramkarza w klubie KTH Krynica.
Przed sezonem 2007/2008 podpisał kontrakt ze słowackim klubem HK Spišská Nová Ves, jednak w sierpniu 2007 rozwiązano z nim umowę, po czym podpisał kontrakt z Podhalem Nowy Targ.

## Kariera klubowa
- KTH Krynica (2000-2007)
- Podhale Nowy Targ (2007-2009)
- KTH Krynica (2009-?)